# Bộ Kim lũ mai
Bộ Kim lũ mai (danh pháp khoa học: Hamamelidales) là một bộ thực vật có hoa được sử dụng trong một số hệ thống phân loại thực vật. Hệ thống Cronquist năm 1981 đặt bộ này nằm trong phân lớp Hamamelidae với định nghĩa như sau:
- Bộ Hamamelidales
Họ Hamamelidaceae – kim lũ mai, hồng quang v.v
Họ Cercidiphyllaceae – liên hương
Họ Eupteleaceae – lĩnh xuân
Họ Platanaceae – tiêu huyền
Họ Myrothamnaceae

Các nghiên cứu hệ thống hóa ở cấp độ phân tử gần đây cho rằng các họ này không có quan hệ họ hàng gần với nhau và hệ thống APG II năm 2003 đã sắp xếp chúng lại trong các bộ khác nhau: Hai họ Hamamelidaceae và Cercidiphyllaceae đặt trong bộ Saxifragales, họ Eupteleaceae trong bộ Ranunculales, họ Platanaceae trong bộ Proteales còn họ Myrothamnaceae trong bộ Gunnerales.